# Bolbro
 Der er for få eller ingen kildehenvisninger i denne artikel, hvilket er et problem. Du kan hjælpe ved at angive troværdige kilder til de påstande, som fremføres i artiklen.

Bolbro er en bydel i det vestlige Odense. Bolbro Sogn havde i 2020 knap 11.000 indbyggere.
Odense Idrætshal, Odense Isstadion, Odense Stadion, Odense Cykelbane, Odense Atletikstadion, Provstegaardskolen, Rasmus Raskkollegiet og handelsskolen Tietgen er beliggende i bydelen.
Der er forbindelse fra Odense Banegård Center med Odense Letbane.
Bolbro har været hjemsted for bl.a. Anja Andersen og Brødrene Olsen, samt Eidsvoldsmannen Nicolai Nielsen.
Postdistrikt: 5200 Odense V